# تیرگارتن (برلین)
تیرگارتن (به آلمانی: Berlin-Tiergarten) یک منطقهٔ مسکونی در آلمان است که در Mitte واقع شده‌است. تیرگارتن ۱۲٬۴۸۶ نفر جمعیت دارد.